# Tapinoma himalaica
Tapinoma himalaica este o specie de furnici din genul Tapinoma. Descrisă de Bharti, Kumar și Dubovikov în 2013, specia este endemică în India.